# Gian Lorenzo Pappacoda
Gian Lorenzo Pappacoda (1541 – 8 luglio 1576) è stato un nobile e politico italiano.
Fu governatore di Bari, cortigiano, favorito e sospetto assassino della Regina di Polonia e principessa di Bari, Bona Sforza, figlio del Barone di Massafra Francesco Pappacoda e sua moglie Isabella Siscara. I Pappacoda erano nobili di antico lignaggio iscritti nell'Albo di Napoli e citati, dalla seconda metà del Duecento, già dai tempi di Carlo I d'Angio'.

## Biografia
Nacque nel 1541. Scarse sono le notizie relative alla sua gioventù, se non che come cadetto dei Baroni di Massafra fu avviato alle armi e al servizio di nobili dotati di feudi da governare.

### Soggiorno in Polonia
Si recò in Polonia dopo la morte del re Sigismondo I il Vecchio, marito della regina Bona. A quei tempi, in Polonia, era di moda circondarsi di talenti italiani, sia alla corte di Cracovia, che nelle altre residenze, divenendo quindi un collaboratore fidato della regina, costantemente in competizione con altri cortigiani. Durante il soggiorno della regina in Mazovia, fu responsabile del suo tesoro.
Si ritiene che avesse spinto la regina Bona a tornare nella sua terra natale, l'Italia, essendo nata a Milano, figlia del duca e poi avendo vissuto l'infanzia e l'adolescenza tra Napoli e Bari.
La decisione definitiva giunse nel 1556, quando la regina, scoraggiata dai comportamenti del figlio Sigismondo Augusto,divenuto re, e il suo matrimonio fallito con Caterina d'Asburgo e dall'ostilità della nobiltà polacca, lasciò la Polonia per l'Italia.
La regina con la sua corte s'insediò nel Castello Svevo di Bari. Il Pappacoda, accertata la sua figura di favorito della regina,fu incaricato del Governatorato del Ducato di Bari e investito dei feudi di Noia, Capurso e Triggiano.

### Avvelenamento della regina Bona
Nel 1557, sembra che, su probabile istigazione di vari potentati, il Pappacoda, dopo aver manipolato la volontà della regina, il 18 novembre 1557, l'avvelenò. La regina morì il giorno seguente nel castello di Bari. Il Pappacoda non si prese neanche cura di dare alla regina una degna sepoltura. Solo la figlia Anna Jagellona provvide in seguito alla costruzione di mausoleo in stile barocco situato nella Basilica di S. Nicola a Bari.
Dopo l'avvelenamento, una causa venne intentata contro il Pappacoda. Tuttavia, non vi furono prove circostanziate, inoltre il processo venne interrotto, si sospetta, su iniziativa del re spagnolo Filippo II d'Asburgo, che investì lo stesso Pappacoda del titolo di Marchese di Capurso e Triggiano, confermando i lasciti di Bona, con uno stipendio annuo nonché del titolo di Castellano della città di Bari con privilegi datati 1558. Ad aggravare pesantemente i sospetti si aggiunge che il Pappacoda avesse convinto sia la Regina che la Duchessa a lasciare in eredità, proprio a Filippo II d'Asburgo, re di Spagna, il Ducato di Bari e il Principato di Rossano.

### Matrimonio e prole
Gian Lorenzo Pappacoda si sposo' due volte. Dal suo primo matrimonio, il 23 giugno 1560 a Toledo con Caterina de Alarcón y Mendoza non ebbe prole. Il 5 marzo 1566 sposò a Napoli, Giovanna de Lannoy. Da questo matrimonio ebbe cinque figli: Ippolita (principessa Cancellara), Isabella, Gisulfo (Marchese di Triggiano), Francesca e Ercole. Morì indebitato, nonostante avesse potuto vantare in alcuni periodi patrimoni notevolissimi, fino a 200.000 ducati, che lo fecero considerare ricchissimo.